# Гуріна
Гу́ріна (рос. Гурина) — присілок у складі Тугулимського міського округу Свердловської області.
Населення — 90 осіб (2010, 119 у 2002).
Національний склад станом на 2002 рік: росіяни — 92 %.